# Ted Baillieu
Pour les articles homonymes, voir Baillieu.
Edward Norman Baillieu, dit Ted Baillieu, né le 31 juillet 1953 à Melbourne, est un homme politique australien.

## Biographie

### Carrière politique
Ted Baillieu a été le 46e Premier ministre du Victoria (2010-2013). Il est membre de l'Assemblée législative du Victoria pour la circonscription électorale de Hawthorn. Il a dirigé le Parti libéral lors de l'élection de 2006 mais a été battu par le gouvernement en place du travailliste Steve Bracks. Il a reconduit son parti à l'élection de novembre 2010 en coalition avec le Parti national, et a battu John Brumby avec 45 sièges contre 43.